# Harer
Harer (amh. ሐረር) – miasto we wschodniej Etiopii, na Wyżynie Somalijskiej, ośrodek administracyjny prowincji Hareri. Ufortyfikowane miasto zostało w 2006 roku wpisane na listę światowego dziedzictwa UNESCO.
Od X do XII wieku miasto stanowiło odrębne państwo-miasto, a w XVI posiadało status niezależnego emiratu. W 2. połowie XIX w wyniku podbojów Menelika II Harer włączono do Etiopii. Na północ i zachód od Hareru znajdują się zespoły prehistorycznych malowideł skalnych i monumentalnych grobowców. Miasto stanowi ośrodek handlu i rzemiosła, występuje przemysł włókienniczy i spożywczy. Uważane za czwarte najświętsze muzułmańskie miasto na świecie, Harar jest centrum islamu w Etiopii.
Według projekcji z 2021 roku liczy 153 tys. mieszkańców; dla porównania, w 1971 populacja wynosiła 42,8 tys.. Znajduje się około 50 km na południowy wschód od miasta Dire Daua.